# Irad
En el Gènesi capítol quart, Irad (en hebreu
תנ"ך בן-חֲנוֹךְ Erad ben Hănōk i en àrab عبارت بن إدريس Erad ibn Akhanukh) és el fill d'Hanoc i net de Caín que fou pare de Mehuiael. En el Llibre de Moisès, de l'Església de Jesucrist dels Sants dels Darrers Dies, Irad és assassinat pel seu besnet Lèmec per haver divulgat un pacte que Lèmec havia conclòs amb Satanàs.
Segons una tradició apòcrifa jueva, el seu rebesnet Tubal va assassinar per error Caín, l'avi d'Irad i fill malvat d'Adam, el primer home. Quan Tubal va dir-ho al seu pare Lèmec, aquest el va matar a ell. Aleshores, la terra va esberlar-se i va engolir Irad, el seu fill Mehuiael i el seu net Metuixael.